# Juventud (telenovela)
Juventud fue una telenovela mexicana escrita por Kenia Perea para la cadena Televisa en 1980. Fue protagonizada por Laura Zapata, María Fernanda García y Gloria Mayo. Fue emitida semanalmente los martes a las 17:30 horas por el Canal 2.

## Argumento
Modesta, Miriam y Sofía son tres jovencitas con distintos sueños, planes de vida y ambiciones que coinciden en una casa en Ciudad de México, donde serán acogidas por una amable mujer, Doña Cuca quien se convierte en su protectora y confidente ante los distintos conflictos e inseguridades que se les presentarán a las muchachas.

## Elenco
- Laura Zapata - Modesta
- Gloria Mayo - Sofía
- María Fernanda García - Miriam
- Carmen Montejo - Doña Cuca
- Fernando Balzaretti - Enrique
- Otto Sirgo - Rafael
- Leonardo Daniel - Pablo
- Carlos Monden - Don Ricardo
- Irma Dorantes - Ofelia
- Graciela Döring - Berta
- Blanca Torres
- Julia Marichal
- María Montejo